# Petrocephalus catostoma
Petrocephalus catostoma (Syn.: Mormyrus catostoma Günther, 1866) ist ein afrikanischer Süßwasserfisch aus der Familie der Nilhechte (Mormyridae). Er kommt im östlichen Afrika im Rovuma (Grenzfluss zwischen Tansania und Mosambik) sowie in westlichen Zuflüssen des Malawisees vor, nicht aber im nahe gelegenen Chiutasee.

## Merkmale
Petrocephalus catostoma wird 15 cm lang und hat einen seitlich abgeflachten, oval geformten Körper, einen abgerundeten Kopf mit einem kleinen, unterständigem Maul, das sich direkt unterhalb der Augen befindet. Er ist von silbriggrauer Farbe, wobei der Rücken schwärzlich und die Unterseite heller ist. Auf dem Rücken und auf dem Schwanzstiel zeigt sich ein goldbrauner Schimmer. Die Flossen sind hell und transparent. Der Fisch ist etwa dreimal so lang wie hoch, die Kopflänge beträgt 24,9 bis 29 % der Standardlänge. Der Körper ist von Rundschuppen bedeckt, die ein Muster von netzartiger Schlieren aufweisen. Beide Kiefer sind mit kleinen, eingekerbten Zähne besetzt.
- Flossenformel: Dorsale 18–22; Anale 25–29.

Die Rückenflosse beginnt nach etwa ⅔ der Standardlänge, die Afterflosse steht der Rückenflosse symmetrisch gegenüber und ist etwas länger als die Rückenflosse. Bei ausgewachsenen Männchen zeigt sich ein Knick in der Afterflossenbasis, während sie bei Jungfischen und Weibchen gerade ist. Der Schwanzstiel ist lang und hat 19,5 bis 23,85 % der Standardlänge. Die Schuppenzahl rund um den Schwanzstiel liegt bei 12 bis 16. Die Schwanzflosse ist gegabelt, die beiden Loben abgerundet. Die Bauchflossen sind halb so lang wie die Brustflossen.

## Lebensweise
Petrocephalus catostoma bildet kleine Schwärme, auch mit anderen Nilhechten mit ähnlichen elektrischen Signalen, und lebt in flachen und schlammigen Gewässern, in geschützten Buchten, Lagunen und Sumpfgebieten. In Flüssen bevorzugt die Art die ruhige Abschnitte, wo es reichlich Vegetation gibt. Sie ernährt sich von Insektenlarven und anderen Wirbellosen und begibt sich in der Nacht auf Nahrungssuche. Petrocephalus catostoma vermehrt sich während der Regenzeit und unternimmt Wanderungen flussaufwärts, um seine Laichgebiete zu erreichen. Männchen sollen revierbildend sein und ein Nest bauen.

## Systematik
Petrocephalus catostoma wurde 1866 durch den deutschen Zoologen Albert Günther als Mormyrus catostoma beschrieben. Bis zu einer Revision der Gattung Petrocephalus im Jahr 2012 wurden der Art viel mehr Nilhechtpopulationen zugeschlagen vom Stromgebiet des Limpopo bis zum Viktoriasee. Dabei wurden sechs neue Nilhechtarten beschrieben (P. longianalis (Lufubu), P. longicapitis (Oberer Sambesi, östlicher Caprivistreifen), P. magnitrunci (Okavangodelta), P. magnoculis (Kunene unterhalb der Ruacanafälle), P. okavangensis (Okavango) und P. petersi (unterer (mosambikanischer) Sambesi)) und einige, bisher mit P. catostoma synonymisierte Arten revalidiert. Die Schwesterart von Petrocephalus catostoma ist Petrocephalus wesselsi (Komati, Letaba & Pongola), Schwestergruppe der von beiden gebildeten Klade ist eine Klade von Petrocephalus longicapitis und Petrocephalus magnoculis.